# Cabecera (periódico)

Clarín, diario argentino fundado en 1945.

El Espectador, diario colombiano fundado en 1887.

El País, diario español fundado en 1976.

El Universal, diario mexicano fundado en 1916.

La cabecera de un medio de comunicación, tanto impreso como digital, es la representación gráfica de su denominación registrada legalmente y sirve para identificarlo.

## Concepto
Según el Diccionario de la Lengua Española de la Real Academia de la Lengua es el "nombre de un periódico registrado como propiedad de una persona o entidad mercantil, que suele ir en la primera página."
La cabecera es un elemento fundamental de los periódicos, ya que sirve para identificarlos y, por lo tanto, diferenciarse entre ellos. Generalmente se sitúa en la parte superior y centrada de la primera página, a gran tamaño, y se suele acompañar de su eslogan, logotipo, fecha de publicación, nombre de la empresa editora o de su director. También puede aparecer en el resto de las páginas, pero a menor tamaño y acompañado de la fecha de edición o del número de la página. Se caracteriza por ser muy visible y llamativo, por ser el distintivo del periódico.
En la  prensa en línea la cabecera pierde protagonismo, al disminuir de tamaño, desplazarse a un lateral y añadirle el sufijo del dominio informático.
No se debe confundir con la mancheta de los periódicos, que es "un espacio fijo donde constan el título, los responsables y otras referencias" que puede ubicarse en cualquier página y posición.
Es diferente del titular de cada noticia. Que es un breve texto resaltado, orientador del contenido principal de la noticia, situado sobre el escrito que contiene la información propiamente dicha.